# قاعدة دانيلو اتينزا الجوية
قاعدة دانيلو اتينزا الجوية (بالإنجليزية: Danilo Atienza Air Base)‏، هي قاعدة جوية عسكرية.